# 高松市道福岡林線
高松市道福岡林線（たかまつしどうふくおかはやしせん）は、香川県高松市福岡町三丁目から高松市林町へ至る市道である。路線番号はA0414。大部分が県道43号中徳三谷高松線と重複しており、現道区間は北端の起点から900m程度である。

## 概要
- 朝日町工業地帯のジャンボフェリー乗り場と高松自動車道高松中央ICを結ぶ、歩道付き4車線の幹線道路である。なお、実際に両者に至るまでの道路はジャンボフェリー乗り場までが香川県道157号高松東港線、高松中央ICまでが香川県道43号中徳三谷高松線であり、当市道は両道路の間を中継する役割を果たしている。
- 当市道沿線の福岡町三丁目一帯は沖松島とも呼ばれ、かつてこの一帯に広がっていた塩田を埋め立てた地区である。そのため、ある程度まとまった公共用地を確保しやすい上に、周辺に民家などが少なく、その後も一帯は準工業地帯となったことなどから、下水処理場や火葬場などが立地している。その反面、前述の理由から大規模体育館やプールなどの公共スポーツ施設も立地している。

## 路線データ
- 起点：香川県高松市福岡町三丁目379番地3[1]（下水処理場北交差点・瀬戸大橋通り交点）
- 終点：香川県高松市林町字亀ノ町263番地1（香川インテリジェントパーク前・市道林町52号線交点）
- 総延長：2.7535km
- 実延長：0.9063km
- 重用延長：1.8472km
- 幅員：18m
- 車線数：4車線
- 最高速度：50km/h

当市道の路線名は「福岡」「林」線であるが、途中の木太町から終点の林町までは県道43号中徳三谷高松線と重複している。終点以遠は同県道の単独区間と連続しているため、当線とは1つの連続した道路として同県道終点の塩江町まで直通している。
重複区間のうち、詰田川西交差点（国道11号交点）～洲端東交差点（県道155号交点）以外は供用当初、高松市道福岡林線の単独区間であった。その後、2001年に高松中央インターチェンジと接続する木太南小学校北交差点～佐古東交差点、2008年に札場東交差点～木太南小学校北交差点、佐古東交差点～宗高交差点、2013年には詰田川西交差点～洲端東交差点が県道に指定され、県道43号の本線となっている。詰田川西交差点（国道11号交点）～洲端東交差点（県道155号交点）の区間はJR高徳線の立体交差を必要とすることから高松市ではなく香川県の事業として建設され、2011年に開通した。案内標識には県道43号の表記を貼り付けたり消したりしている痕跡が見える上、県道43号の案内標識の標柱にも「高松市」と記されている。

## 重複区間
- 香川県道43号中徳三谷高松線（詰田川西交差点～終点）

## 構造物
- 沖松島第2踏切（L=8.5m、W=19.3m）
- 沖松島橋（L=78.0m、W=18.0m）

## 都市計画道路指定
当市道は全線が都市計画道路に指定されており、指定名は福岡三谷線。福岡三谷線は当市道の全線並びに香川県道43号中徳三谷高松線本線のうち、詰田川西交差点-三谷町中央交差点からなる。1969年5月20日、建設省告示第2601号により指定。車線数・名称の変更などを除く最終決定日は2002年3月12日。最終告示は、2004年5月17日の香川県告示第354号。
都市計画道路福岡三谷線
- 指定部分：全線
- 路線番号：3・3・109
- 指定日：1969年5月20日

## 沿線施設
- イオン高松東店
- 高松市歯科救急医療センター
- 高松市福岡ポンプ場（旧高松市福岡下水処理場）
- 高松市総合体育館
- 高松市福岡町プール
- ことでん沖松島駅
- 高松市斎場公園
- 高松市環境業務センター

## 通過する自治体
- 香川県高松市

## 交差・接続している道路
| 接続する道路 西← ＜市道福岡林線＞ →東                              | 接続する道路 西← ＜市道福岡林線＞ →東 | 交差点       | 交差点 |
| ------------------------------------------------------------------ | ------------------------------------- | ------------ | ------ |
| ↑県道157号高松東港線（朝日町・高松東港ジャンボフェリー乗り場方面） |                                       |              |        |
| ＜瀬戸大橋通り＞ 県道157号高松東港線                               | ＜瀬戸大橋通り＞ 市道高松海岸2号線    | 下水処理場北 | 高松市 |
| 市道片原町沖松島線                                                 | -                                     | 下水処理場南 | 高松市 |
| 御坊川                                                             | 御坊川                                | 沖松島橋     | 高松市 |
| 国道11号高松北バイパス                                             | 国道11号高松北バイパス                | 詰田川西     | 高松市 |
| ↓県道43号中徳三谷高松線（高松中央IC・西植田方面）                  |                                       |              |        |